# Welsh International 1975
Die Welsh International 1975 fanden vom 5. bis zum 6. Dezember 1975 in Cardiff statt. Es war die 25. Auflage dieser internationalen Meisterschaften von Wales im Badminton.

## Titelträger
| Disziplin    | Sieger                            |
| ------------ | --------------------------------- |
| Herreneinzel | Kevin Jolly                       |
| Dameneinzel  | Pauline Davis                     |
| Herrendoppel | Kevin Jolly Tim Stokes            |
| Damendoppel  | Sue Brimble Angela Dickson        |
| Mixed        | Howard R. Jennings Angela Dickson |

## Finalresultate
| Disziplin    | Sieger                            | Finalist               | Ergebnis    |
| ------------ | --------------------------------- | ---------------------- | ----------- |
| Herreneinzel | Kevin Jolly                       | B. Reeve               | 15–13, 15–4 |
| Dameneinzel  | Pauline Davis                     | Angela Dickson         | 11–3, 11–3  |
| Herrendoppel | Kevin Jolly Tim Stokes            | David Colmer B. Reeve  | 15–6, 15–4  |
| Damendoppel  | Sue Brimble Angela Dickson        | Linda Blake S. Roberts | 15–5, 18–16 |
| Mixed        | Howard R. Jennings Angela Dickson | H. Philpott C. Stevens | 15–5, 15–11 |